# Metoda
Metoda (z řeckého met-hodos – "cesta, následování, postup") je postup nebo návod, jak získávat správné poznatky, prostředek poznání. Metoda a systém tvoří podstatu vědy, přičemž systém představuje její obsahovou stránku, zatímco metoda její stránku formální. Systémem míníme uspořádaný celek poznatků či obsahů vědy. Naproti tomu za metodu označujeme v souhlasu se smyslem slova cestu, kterou je tento celek vybudován a získán. „Metodicky“ se zabýváme nějakou oblastí vědy, když ji plánovitě prozkoumáváme, vypracujeme její jednotlivé členění, přiměřeně uspořádáme její dílčí poznatky, logicky je spojíme a učiníme nahlédnutelnými.

## Starověk
Starověk znal především dvě metody: logickou úvahu (výraz spolehnutí se na síly rozumu) a pozorování přírodního jevu (zvláště rozvinuto v aristotelovské přírodovědě). Již římským myslitelům byly známy metody analýzy (od složeného k prvkům výstavby, rozklad celku), syntézy (prvky zasazujeme do obšírnějších souvislostí), analogie (od pozdějšího k dřívějšímu, poznání srovnáním), indukce (z jednotlivých pozorovaných případů usuzujeme obecný zákon) a dedukce (odvozování od obecného k méně obecnému). Rozlišováním metod se zabývalo mnoho filozofů, např. Tomáš Akvinský, Francis Bacon, Immanuel Kant či René Descartes.

## Descartes a metoda
Moderní ideál metody jako obecného návodu, jak získávat spolehlivé poznatky, na něž se druzí mohou spolehnout, vytvořil René Descartes. Na rozdíl od starší tradice, kde každý autor začínal znovu (i když se přitom odvolával na své předchůdce), analytická metoda rozložení problému na co nejjednodušší kroky, které lze spolehlivě vyřešit, dovoluje, aby jedni mohli bez obav stavět na výsledcích druhých. Je to právě tato vědecká metoda, která učinila z vědy kolektivní dílo tisíců a tak umožnila její nevídaný rozvoj.
Svoji metodu, kterou odvodil ze zkušenosti s geometrickými důkazy, formuloval Descartes dvakrát: poprvé v (nedokončených) "Pravidlech pro řízení intelektu" (Regulae ad directionem ingenii), podruhé stručněji v "Rozpravě o metodě":
1. Přijímat jen to, co se mi samo představuje tak jasně a zřetelně, že o tom nemohu pochybovat.
2. Každý problém rozdělit na co nejjednodušší části, které lze bezpečně poznat.
3. Postupovat od jednoduchého ke složitému v pořadí.
4. Sestavit úplné seznamy a obecné přehledy, aby bylo jisté, že jsme na nic nezapomněli.

Descartes je přesvědčen, že i ty nejobtížnější vědecké problémy lze takto rozložit na „dlouhé řetězce“ jednoduchých kroků, a pokud se zachová jejich pořadí, musí se najít řešení.
“Každá pravda, kterou jsem objevil, byla pravidlem, jež mi pomáhalo nalézat další.“

## Další pojmy
Jako učení o metodě (metodologie) se označuje soustavné kritické hledání a zkoumání metod, které se rozvinulo až od 19. století. Metodický rozvoj vědy velmi podporuje jednoznačná terminologie či odborná mluva, která nesmí být kolísavá, ani zkostnatělá.
Zejména ve společenských vědách se často rozlišují dva typy metod:
- kvantitativní výzkum, založený na sběru a kvantitativním zpracování dat a
- kvalitativní výzkum, snažící se o pochopení a porozumění.